# Barbara Higbie
Barbara Higbie (Michigan, 1958) is een Amerikaanse pianiste, violiste, componiste, singer-songwriter en multi-instrumentaliste. Ze speelde op meer dan 65 cd's, waaronder 3 nummers op de recente Carlos Santana-cd. 

## Biografie
Higbie groeide op in Indiana en bracht als tiener een aantal jaren door in Ghana met haar gezin. Ze ging naar het Mills College, ging naar de Sorbonne in Parijs en verzamelde traditionele muziek in West-Afrika op een Thomas J. Watson Fellowship. In Parijs ontmoette ze Darol Anger en er ontstond een vruchtbare muzikale samenwerking. Samen namen ze de plaat Tideline (1982) op, een van de vroege succesvolle platen van Windham Hill. Twee jaar later leidde ze een band met de drie muzikanten Mike Marshall, Todd Phillips en Andy Narrel voor het Montreux Jazz Festival. Het concert werd als zo succesvol beschouwd dat een opname gemaakt tijdens het concert werd uitgebracht als een Windham Hill-plaat (Live at Montreux – Darol Anger / Barbara Higbie Quintet) en er werd een nieuwe band geformeerd. Na de twee studio-publicaties Sign Language en Let Them Say, ging de band echter uit elkaar. Barbara werkt af en toe samen met haar Montreux-collega's. Ze trad op met Bonnie Raitt, Terry Riley, The Kronos Quartet, Jaron Lanier, Cris Williamson, Holly Near, Teresa Trull en Ferron.
Ze is al jaren een artieste bij Windham Hill en ze heeft ook opgenomen voor Olivia/Second Wave Records en Slowbaby Records. Ze woont met haar familie in de San Francisco Bay Area. Ze is een folk-, jazz-, pop- en fusion-singer-songwriter, bekend om haar zeer melodieuze jazz/folk-piano-uitvoeringen. Ze toerde nationaal en internationaal sinds het begin van de jaren 1980. Als vroege artiest bij het platenlabel Windham Hill, formeerde en speelde ze met de band Montreux samen met Darol Anger, Mike Marshall, Todd Phillips en Michael Manring. Ze nam in 1983 het veelgeprezen album Unexpected op met zangeres Teresa Trull, dat was opgenomen in The Boston Globe's Guide to Best Albums van 1983. Higbie en Trull werkten in 1997 weer samen om het album Playtime op te nemen. Sinds 1990 heeft Barbara Higbie een aantal soloalbums uitgebracht op de labels Windham Hill en Slowbaby. Ze staat bekend als een veelzijdige en gevoelvolle muzikante.
Barbara Higbie heeft een actief uitvoeringsschema. In augustus 2006 nam ze deel aan het Windham Hill 30th Anniversary Concert. 

## Privéleven
Ze heeft 18 maanden met haar gezin in Hawaï gewoond en is in juni 2009 teruggekeerd naar de San Francisco Bay Area. Ze is getrouwd met echtgenoot Wayne en ze hebben één dochter, Lena.

## Discografie
Solo 
- 1990 Signs of Life
- 1996 I Surrender
- 2001 Variations on a Happy Ending
- 2003 Barbara Higbie's Interpretation of Carole King
- 2005 Best of (1982–2000)
- 2007 Alive in Berkeley

 Met Darol Anger 
- 1982 Tideline
- 1984 Live at Montreux

 Met Teresa Trull 
- 1983 Unexpected
- 1998 Playtime

- Bibliothèque nationale de France: cb138951965 (data)
- International Standard Name Identifier: 0000 0000 5514 9129
- Library of Congress Control Number: n82133827
- Nationale Bibliotheek van Letland: 000338272
- MusicBrainz: 403da950-e175-4656-865b-d3a39bb6810a
- Nationale Bibliotheek van Tsjechië: mzk2009511992
- Nederlandse Thesaurus van Auteursnamen: 106866427
- Virtual International Authority File: 66652019
- WorldCat: E39PBJjt8vCTXQ8gHcRjHKQDv3